# 지포스 300 시리즈
지포스 300 시리즈(GeForce 300 Series)는 엔비디아에서 개발된 그래픽 카드 제품군이다. 이 카드는 2009년 11월에 처음 출시되었다. 지포스 100 시리즈와 비슷하게 지포스 300 시리즈는 OEM용을 위한 리네이밍 제품군이다. 특히 300시리즈중 가장 하위 버전인 지포스310은 지포스 GT218의 리네이밍 버전이다.
GT 330을 제외하고는 모두 다이렉트3D 10.1을 지원한다.

## 역사
2009년 11월 27일, 엔비디아는 지포스 310이라는 첫 지포스 300 시리즈 그래픽 카드를 출시했다. 하지만 이 카드는 페르미 아키텍처 기반이 아닌, 엔비디아의 이전 모델(지포스 210)의 리브랜딩 제품이었다.
2010년 2월 2일, 엔비디아는 OEM 전용으로 지포스 GT 320, GT 330, GT 340의 출시를 발표했다. 지포스 GT 340은 단순히 GT 240을 리브랜딩한 것으로, 사양이 완전히 동일했으며, GT 320과 330은 새로운 카드였지만 여전히 이전 세대의 GT200b 및 G92b 아키텍처를 기반으로 했다.
지포스 GT 340은 상대적인 희귀성 때문에 그래픽 카드 역사에서 독특한 위치를 차지한다. 주로 OEM용으로 출시되었던 GT 340은 일반 소비자에게 널리 판매되지 않아 주류 시장에서는 흔치 않았다. GT 340의 흥미로운 점 중 하나는 일부 매니아들에 의해 비공식적으로 리브랜딩되었다는 것이다. 이들 모더들은 오리지널 GT 340을 가져와 냉각 기능을 강화하고 BIOS를 수정하며 오버클럭하여 "GTX 340"이라고 불리는 제품을 만들었다. 이 변형 모델은 비공식적이었지만, 제한된 생산과 독특한 수정으로 인해 원본보다 훨씬 더 희귀해졌다.

## 칩셋 표
| 모델          | 출시             | 암호명       | 공정 (nm)  | 트랜지스터 (백만 개) | 다이 크기 (mm2) | 버스 인터페이스 | 코어 구성 | 클럭 속도  | 클럭 속도    | 클럭 속도    | 필레이트    | 필레이트      | 메모리 구성 | 메모리 구성   | 메모리 구성 | 메모리 구성    | 처리 능력 (GFLOPS) | TDP (와트) | 비고                                    |
| 모델          | 출시             | 암호명       | 공정 (nm)  | 트랜지스터 (백만 개) | 다이 크기 (mm2) | 버스 인터페이스 | 코어 구성 | 코어 (MHz) | 셰이더 (MHz) | 메모리 (MHz) | 픽셀 (GP/s) | 텍스처 (GT/s) | 크기 (MB)   | 대역폭 (GB/s) | DRAM 유형   | 버스 폭 (비트) | 단정밀도           | TDP (와트) | 비고                                    |
| ------------- | ---------------- | ------------ | ---------- | -------------------- | --------------- | --------------- | --------- | ---------- | ------------ | ------------ | ----------- | ------------- | ----------- | ------------- | ----------- | -------------- | ------------------ | ---------- | --------------------------------------- |
| 지포스 310    | 2009년 11월 27일 | GT218        | TSMC 40 nm | 260                  | 57              | PCIe 2.0 x16    | 16:8:4    | 589        | 1402         | 1000         | 2.356       | 4.712         | 512         | 8             | DDR2        | 64             | 44.8               | 30.5       | OEM 카드, 지포스 210과 유사             |
| 지포스 315    | 2010년 2월       | GT216        | TSMC 40 nm | 486                  | 100             | PCIe 2.0 x16    | 48:16:4   | 475        | 1100         | 1580         | 3.8         | 7.6           | 512         | 12.6          | DDR3        | 64             | 105.6              | 33         | OEM 카드, 지포스 GT220과 유사           |
| 지포스 GT 320 | 2010년 2월       | GT215        | TSMC 40 nm | 727                  | 144             | PCIe 2.0 x16    | 72:24:8   | 540        | 1302         | 1580         | 4.32        | 12.96         | 1024        | 25.3          | GDDR3       | 128            | 187.5              | 43         | OEM 카드                                |
| 지포스 GT 330 | 2010년 2월       | GT215-301-A3 | TSMC 40 nm | 727                  | 144             | PCIe 2.0 x16    | 96:32:8   | 550        | 1350         |              | 4.40        | 17.60         | 512         | 32.00         | GDDR3       | 128            | 257.3              | 75         | OEM에 따라 사양이 다름, GT230 v2와 유사 |
| 지포스 GT 330 | 2010년 2월       | G92          | TSMC 40 nm | 727                  | 144             | PCIe 2.0 x16    | 96:32:8   | 500        | 1250         |              | 4.000       | 24.00         | 256         | 51.20         | GDDR3       | 256            | 240.0              | 75         | OEM에 따라 사양이 다름, GT230 v2와 유사 |
| 지포스 GT 330 | 2010년 2월       | G92B         | TSMC 40 nm | 727                  | 144             | PCIe 2.0 x16    | 96:32:16  | 500        | 1250         |              | 8.000       | 24.00         | 1024        | 16.32         | DDR2        | 128            | 240.0              | 75         | OEM에 따라 사양이 다름, GT230 v2와 유사 |
| 지포스 GT 340 | 2010년 2월       | GT215        | TSMC 40 nm | 727                  | 144             | PCIe 2.0 x16    | 96:32:8   | 550        | 1340         | 3400         |             |               | 512 1024    | 54.4          | GDDR5       | 128            | 257.3              | 69         | OEM 카드, GT240과 유사                  |

1. ↑  통합 셰이더: 텍스처 매핑 유닛: 렌더 출력 유닛
2. ↑  처리 능력을 계산하려면 테슬라 (마이크로아키텍처)#성능을 참조한다.

## 단종된 지원
엔비디아는 2016년 4월 1일 지포스 300 시리즈에 대한 드라이버 지원을 중단했다.
- 윈도우 XP 32-비트 & 미디어 센터 에디션: 2014년 7월 29일 출시 버전 340.52; 다운로드
- 윈도우 XP 64-비트: 2014년 7월 29일 출시 버전 340.52; 다운로드
- 윈도우 비스타, 7, 8, 8.1 32-비트: 2016년 12월 14일 출시 버전 342.01 (WHQL); 다운로드
- 윈도우 비스타, 7, 8, 8.1 64-비트: 2016년 12월 14일 출시 버전 342.01 (WHQL); 다운로드
- 윈도우 10, 32-비트: 2016년 12월 14일 출시 버전 342.01 (WHQL); 다운로드
- 윈도우 10, 64-비트: 2016년 12월 14일 출시 버전 342.01 (WHQL); 다운로드

## 같이 보기
- 지포스 8 시리즈
- 지포스 9 시리즈
- 지포스 100 시리즈
- 지포스 200 시리즈
- 지포스 400 시리즈
- 지포스 500 시리즈
- 지포스 600 시리즈
- 엔비디아 테슬라